# Liste der Einträge im National Register of Historic Places im Dawson County (Texas)
Die Liste der Registered Historic Places im Dawson County führt alle Bauwerke und historischen Stätten im texanischen Dawson County auf, die in das National Register of Historic Places aufgenommen wurden.

## Aktuelle Einträge
| Lfd. Nr. | Name im NRHP                                    | Bild | Datum der Eintragung | Adresse/Lage                                                                        | Ort        | NRHP-ID  | Beschreibung |
| -------- | ----------------------------------------------- | ---- | -------------------- | ----------------------------------------------------------------------------------- | ---------- | -------- | ------------ |
| 1        | Lamesa Farm Workers Community Historic District |      | 9. Aug. 1993         | Ungefähr zwei Kilometer nördlich der Kreuzung U.S. Highway 87 mit U.S. Highway 160. | Los Ybanez | 93000771 |              |